# Білка (видавництво)
Видавництво Білка — книжкове видавництво, яке спеціалізується на видавництві військової літератури, мемуарів, пригодницької літератури, сучасної української прози.
Видавництво Білка засноване 2018 року. Створено задля збільшення частки якісної літератури та потреби допомогти українським авторам зберегти письменництво, як основну професію.
Видавництво видає лише паперові книги. Видавництво працює з письменниками-дебютантами та вже зробило декілька відкриттів.
Романи видавництва, крім книгарень й книжкових ярмарків, продаються у так званому ветеранському наметі.
Видавництво «Білка» видає книги таких авторів: Тамара Горіха Зерня, Тетяна Цой, блогерка Олена Монова, Лещенко Сергій Сергійович (Сайгон), Міла Іванцова, які отримували відзнаки та нагороди.

## Відзнаки
2019
- BBC News Україна оголосила переможців 15-ї премії Книга року BBC, представленої у партнерстві з Культурною програмою Європейського банку реконструкції та розвитку (ЄБРР). Книгою року-2019 став Роман Тамари Горіха Зерня «Доця» від Білка .

2020
- Роман «Доця» увійшов до короткого списку в номінації «Проза» відзнаки «ЛітАкцент року — 2019»[5].
- У 2020 році роман «Мені байдуже, що люди скажуть» Тетяни Цой (видавництво «Білка») став лауреатом конкурсу у рамках Літературно-мистецького фестивалю «Толока 2020» у номінації «Українська художня література. Проза»[6].
- Роман «Мені байдуже, що люди скажуть» Тетяни Цой увійшов до рекомендованого до прочитання списку в номінації «Проза» відзнаки «ЛітАкцент року — 2020»[7].
- Роман «Доця» отримав другу премію Book Pitch-2020[8].
- BBC News Україна оголосила переможців премії Книга року BBC-2020, яку проводять у партнерстві з Культурною програмою Європейського банку реконструкції та розвитку (ЄБРР). Книгою року BBC — 2020 став роман Сергія Сергійовича Saigon «Юпак» (видавництво «Білка»)[9].
- «Юпак» увійшов до двадцяти кращих українських книг 2020 року за версією ПЕН[10].

## Рецензії
Рецензії на книжки видавництва писали Оксана Щур, Тетяна Петренко, Христина Пошелюжна, Олег Коцарев. 